# Camarões nos Jogos Olímpicos de Verão de 1992
Camarões competiu nos Jogos Olímpicos de Verão de 1992, em Barcelona, Espanha.

## Resultados por Evento

### Atletismo
Maratona masculina
- Paul Kuété — 2:22.43 (→ 46º lugar)

- Samuel Nchinda-Kaya
- Monique Kengné
- Léonie Mani
- Georgette N'Koma
- Susie Tanéfo
- Louisette Thobi

### Halterofilismo
- Alphonse Hercule Matam